# Periquito llistat
El periquito llistat (Bolborhynchus lineola) és una espècie d'ocell de la família dels psitàcids que habita zones boscoses i sabanes de la zona Neotropical, des de l'Estat mexicà de Guerrero cap al sud, a través d'Amèrica Central fins als Andes de Colòmbia, oest de Veneçuela, nord de l'Equador i el Perú.